# Polycratie
En science politique, la polycratie désigne un système politique où plusieurs personnes, partis, familles ou clans mènent des politiques différentes à l’intérieur du même État.
C’est la forme la plus habituelle du pouvoir dans les sociétés humaines : lorsqu’elle est institutionnalisée l’on parle de polyarchie.

## Généralité du mécanisme
L'histoire de très nombreuses civilisations montrent que l'approche polycratique correspond à la recherche de l'émergence d'un équilibre sociétal. C'est, par exemple, celui de l'Organisation des Nations unies (ONU) qui est là pour éviter que les différentes politiques de gestion d'un monde commun, maintenant fortement mondialisé, ne conduisent à des conflits internes à ses membres.
Il est connu sous la forme des douze Tribus d'Israël, des Cités Grecques, de la constitution des États-Unis et leur constant débat concernant le rapport entre le concept des États et de l'Union qui les réunit. Un exemple qui nous est très familier est celui de l'Europe qui a institutionnalisé et théorisé son mécanisme polycratique comme celui de la subsidiarité (Traités de Maastricht et Traité de Lisbonne).
Un autre exemple est celui de la polycratie interne des grands partis de gouvernement non autoritaires, comme celle illustrée par la vie des courants au sein du Parti Socialiste français.

## Origine familiale de la polycratie
La polycratie est sans doute ancrée dans nos cerveaux par le polylogue (discours de plusieurs) familial, ou une double autorité parentale s'exprime en polylogue, que l'adolescent s'efforce ensuite de transformer en multilogue (conversation de plusieurs avec plusieurs)[réf. nécessaire].

## Exemple particulier du3eReich allemand
Franz Leopold Neumann, dans son ouvrage Béhémoth. Structure et pratique du national-socialisme qualifie ainsi l’État nazi, parlant d'une architecture institutionnelle chaotique, dans lequel s'opposaient notamment dans l'idéologie ceux qui voulaient utiliser la main d'œuvre juive, et ceux qui voulaient l’exterminer immédiatement. Sur le même exemple de polycratie, voir Martin Broszat, L’État hitlérien (Fayard, 1986).

## Engagement de Tunis
Lors du Sommet Mondial sur la Société de l'Information, il est affirmé que le déploiement du lobbying et de l'internet a, en fait, généralisé ce système "multi-clanique". Il est décrit comme étant "multi-partie-prenante" (ou "multistakeholder (en)" en anglais).
L'ébauche polycratique de la Gouvernance mondiale est solennellement décrite par l'Engagement de Tunis, l'amenant volontairement sous la responsabilité des gouvernements et dans la concertation organisée par le Secrétaire Général de l'ONU, jusqu'au niveau de la personne individuelle, maintenant permis de manière pratique par le développement des techniques.
Les participants ont bien conscience qu’il s’agit aussi d’une expérience pilote. La documentation de l'organisation des coopérations renforcées a été laissée à cette expérience qui est encore en phase de transition entre l'organisation ancienne (ici : origine américaine) et la prise en compte de l'influence constitutive de l'évolution technologique.